# 高云山乡
高云山乡，是中华人民共和国江西省赣州市安远县下辖的一个乡镇级行政单位。

## 行政区划
高云山乡下辖以下地区：
沙含村、登丰村、铁丰村、圩岗村、濂丰村和官铺村。